# Economía de América del Norte

América del Norte. En español no se suelen incluir Centroamérica y las Antillas dentro de Norteamérica.

La economía de América del Norte comprende la economía de los países soberanos del subcontinente norteamericano, es decir, de las naciones de México, Estados Unidos y Canadá.
Los tres países forman parte del Tratado de Libre Comercio de América del Norte (TLCAN) y son miembros de la Organización para la Cooperación y el Desarrollo Económicos (OCDE). Estados Unidos es la economía más grande de América del Norte.
Estados Unidos, Canadá y México tienen sistemas económicos importantes y multifacéticos. En 2024, Estados Unidos tenía un PIB per cápita estimado en 85.809 dólares estadounidenses y es la economía más desarrollada tecnológicamente de América del Norte. El sector de servicios de los Estados Unidos comprende el 76,7 por ciento del PIB del país (estimado en 2010), la industria el 22,2 por ciento y la agricultura el 1,2 por ciento.
Las tendencias económicas de Canadá son similares a las de Estados Unidos, con un crecimiento significativo en los sectores de servicios, minería y manufactura. El PIB de Canadá (PPA) se estimó en 39.400 dólares en 2010. El sector de servicios de Canadá comprende el 78 por ciento del PIB del país (estimado en 2010), la industria el 20 por ciento y la agricultura el 2 por ciento.
México tiene un PIB (PPA) de $ 15,312 y el ingreso per cápita se estima en aproximadamente un tercio del de Estados Unidos. El país tiene instalaciones y operaciones industriales y agrícolas modernas y obsoletas, y se está modernizando en sectores como la producción de energía, las telecomunicaciones y los aeropuertos.

## Desarrollo económico

### Gran depresión
La Gran Depresión comenzó en Norteamérica en octubre de 1929. El comienzo a menudo se remonta al colapso de la bolsa de valores del Martes Negro, aunque esta no fue la causa de la Gran Depresión. Canadá y los Estados Unidos experimentaron descensos especialmente importantes, y el producto interno bruto cayó un 37 por ciento entre 1929 y 1933 en los Estados Unidos y un 43 por ciento en Canadá durante el mismo período. La economía alcanzó su punto más bajo en 1933, sin embargo, la recuperación fue lenta. El estallido de la Segunda Guerra Mundial en 1939 creó una demanda de materiales de guerra que provocó el fin de la depresión.
La Gran Depresión estimuló una mayor intervención del gobierno en la economía de América del Norte. Estados Unidos introdujo el seguro de desempleo, un salario mínimo y un horario de trabajo estandarizado en el marco del New Deal. Canadá introdujo medidas similares. México nacionalizó algunas industrias clave durante la Gran Depresión, con los ferrocarriles nacionalizados en 1937 y la industria petrolera en 1938.

### Segunda Guerra Mundial
Debido al alistamiento a gran escala de hombres en las fuerzas armadas durante la Segunda Guerra Mundial, las mujeres ingresaron a la fuerza laboral en masa, ocupando muchos puestos de trabajo en áreas de manufactura y técnicas que antes estaban cerradas a las mujeres. Esto llevó al "¡Podemos hacerlo!" campaña. La producción económica en América del Norte aumentó sustancialmente, con el desempleo prácticamente eliminado en los Estados Unidos. El racionamiento redujo drásticamente la disponibilidad de bienes de consumo, con el aumento de la producción industrial derivado de la demanda de materiales de guerra. Durante el pico de actividad de la Segunda Guerra Mundial, casi el 40 por ciento del PIB de Estados Unidos se dedicó a la producción de guerra.

### Tratado de Libre Comercio entre Estados Unidos y Canadá y TLCAN
El Tratado de Libre Comercio de Canadá y Estados Unidos, firmado en 1988, y la posterior expansión de este al Tratado de Libre Comercio de América del Norte (TLCAN) donde se incluyó a México, desencadenaron un aumento espectacular del comercio entre estos tres países, y el comercio mexicano con Estados Unidos y Canadá se triplicó. Más del 85 por ciento de las exportaciones canadienses en 2006 se dirigieron a los Estados Unidos.

## Bloques comerciales

### Cooperación económica Asia Pacífico
La Cooperación Económica Asia-Pacífico (APEC) es un grupo de países de la Cuenca del Pacífico que se reúnen con el propósito de mejorar los lazos económicos y políticos. Los objetivos declarados de APEC están dirigidos al comercio y las inversiones libres y abiertos mediante la reducción de aranceles entre cero y cinco por ciento en el área de Asia y el Pacífico para las economías industrializadas para 2010 y para las economías en desarrollo para 2020. La organización tiene miembros de cuatro continentes, los de América del Norte son Canadá, México y Estados Unidos.

### Tratado de Libre Comercio de América del Norte
El Tratado de Libre Comercio de América del Norte (TLCAN) es un acuerdo entre Canadá, Estados Unidos y México para reducir los costos y promover el comercio de bienes entre las tres naciones, pero en ningún momento esto supone una unión aduanera.
Aunque en la actualidad solo es un acuerdo comercial, sin órganos ni leyes supranacionales como en la Unión Europea, ha habido varias propuestas para avanzar hacia una unión aduanera o una unión monetaria norteamericana. Se desconoce si esto eventualmente puede convertirse en una Unión de América del Norte similar a la de Europa.[cita requerida]

## Monedas de América del Norte
A continuación se muestra una lista de las monedas de América del Norte.
| País           | Moneda               | Banco central                 |
| -------------- | -------------------- | ----------------------------- |
| Canadá         | Dólar canadiense     | Banco de Canadá               |
| México         | Peso mexicano        | Banco de México               |
| Estados Unidos | Dólar estadounidense | Sistema de la Reserva Federal |

## Sectores económicos

### Agricultura
En el oeste de Canadá, en las provincias de Saskatchewan, Alberta, Columbia Británica y Manitoba, se cultivan trigo y otros productos agrícolas importantes. Los EE. UU. También tienen muchos estados con una producción agrícola significativa, principalmente en el centro continental de EE. UU. México produce muchas frutas y verduras tropicales, así como animales comestibles.

### Fabricación
América del Norte se ha desarrollado y su sector manufacturero ha crecido. Al principio, las naciones europeas eran las grandes potencias manufactureras. A principios de la década de 1950, Estados Unidos era una de las principales potencias manufactureras, y Canadá y México también lograron avances significativos.

### Servicio
En Canadá y EE. UU, el empleo basado en servicios es un porcentaje significativo del empleo general. Mucha gente trabaja en tiendas y otros puntos de venta. En Canadá, más del 70% trabaja en el sector servicios, con un porcentaje similar en Estados Unidos.

### Turismo
El turismo de parques nacionales y monumentos naturales, como el Monte Rushmore y el Gran Cañón en los Estados Unidos, y las Cataratas del Niágara y el lago Moraine en Canadá, contribuyen a la economía de estas regiones.